# Marcus Papirius Mugillanus
Pour les articles homonymes, voir Papirius Mugillanus.
Marcus Papirius Mugillanus est un homme politique romain deux fois tribun militaire à pouvoir consulaire entre 418 et 416 av. J.-C. et consul en 411 av. J.-C.

## Famille
Il est membre des Papirii Mugillani, branche de la gens Papiria. Il est le fils de Lucius Papirius Mugillanus, consul en 444 av. J.-C. et censeur en 443 av. J.-C., et le frère de Lucius Papirius Mugillanus, consul en 427 av. J.-C., tribun militaire à pouvoir consulaire en 422 av. J.-C. et censeur en 418 av. J.-C. Son nom complet est Marcus Papirius L.f. Mugillanus. Pour l'année de son consulat, Tite-Live donne le cognomen Atratinus.

## Biographie

### Premier tribunat consulaire (418)
En 418 av. J.-C., il est tribun militaire à pouvoir consulaire avec deux autres collègues, Caius Servilius Structus et Lucius Sergius Fidenas. Le Sénat décide de déclarer la guerre à Labicum après que les Tusculans ont rapporté avoir vu une armée de Labicum, renforcée par des éléments èques, campée sur le mont Algide. Les trois tribuns consulaires s'opposent au sujet de l'organisation de la campagne militaire, jusqu'à ce que Quintus Servilius Priscus, dictateur en 435 av. J.-C., intervienne. Son fils, Caius Servilius Structus, reste à Rome tandis que Fidenas et Mugillanus sont placés à la tête de l'armée envoyée vers le camp du mont Algide. Néanmoins, Fidenas et Mugillanus ne parviennent pas à s'entendre et il est décidé qu'ils dirigeraient les opérations chacun leur tour, un jour sur deux.
L'armée est prise en embuscade par les Èques alors qu'elle est commandée par Fidenas. Les Romains subissent des pertes importantes et les survivants prennent la fuite. Lorsque la nouvelle de la défaite parvient à Rome, le Sénat décide de nommer un dictateur et choisit Quintus Servilius Priscus. Les Romains repoussent alors les Èques et prennent d'assaut le camp du mont Algide qui est pillé et incendié. À la suite de cette victoire, le Sénat envoie 1 500 colons s'installer à Labicum, chacun d'eux recevant 500 hectares de terre.

### Deuxième tribunat consulaire (416)
En 416 av. J.-C., il est de nouveau tribun militaire à pouvoir consulaire avec trois autres collègues. Les tribuns de la plèbe Salone Maecilius et Marcus Metilius proposent une loi agraire mais le projet de loi est bloqué par le veto de leurs collègues,.

### Consulat (411)
En 411 av. J.-C., il est consul avec Spurius Nautius Rutilus pour collègue. Leur mandat est marqué par une famine et une épidémie de peste,. Il meurt en 390 av. J. C., tué par les Gaulois lors du sac de Rome. S'étant assis dans son vestibule, sur sa chaise curule, raillé par un Gaulois qui lui tire la barbe, qu'il avait très longue, il riposte d'un coup de son bâton d'ivoire sur la tête du Gaulois. Ceci déclencha le carnage des sénateurs (Tite-Live).